# صحة المرأة في الهند

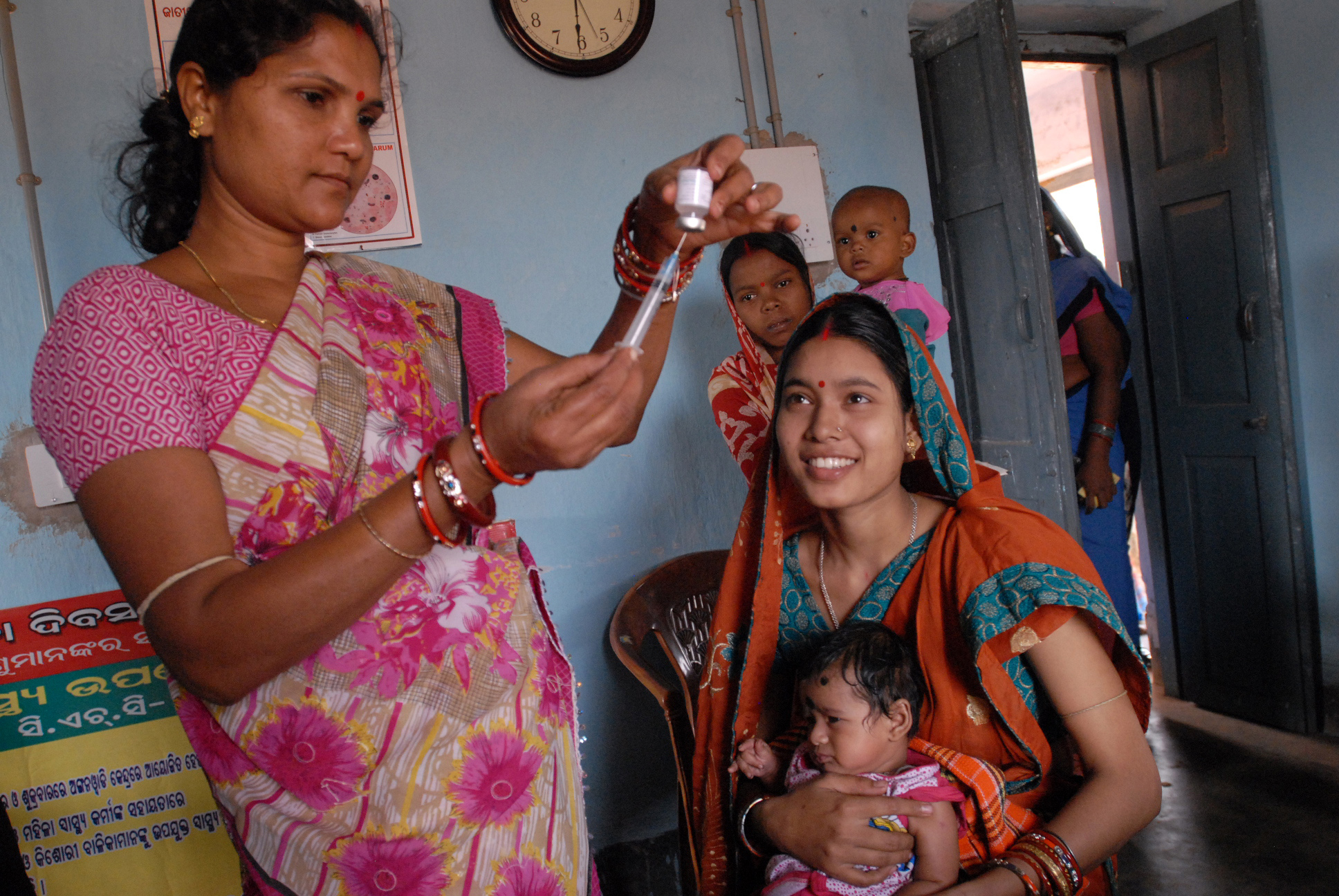
عاملة صحة المجتمع تقوم بإعداد لقاح في أوديشا، الهند.

يُمكن فحص صحة المرأة في الهند وفقًا لمُؤشرات عدة، والتي تختلف حسب الجغرافيا والوضع الاجتماعي والاقتصادي والثقافي. من أجل تحسين صحة النساء في الهند بشكل كافٍ، يجب تحليل الأبعاد المُتعددة للرفاهية من حيث علاقتها بالمُعدلات الصحية العالمية وبالمُقارنة مع الرجال في الهند. تُعد الصحة عاملًا مُهمًا يُساهم في رفاهية الإنسان والنمو الاقتصادي.
تُواجه النساء حاليًا في الهند العديد من المُشكلات الصحية التي تُؤثر، في نهاية المطاف، على ناتج الاقتصاد الكلي. يُمكن أن يُساهم التصدي للفوارق بين الجنسين أو الطبقات أو الفوارق العرقية الموجودة في الرعاية الصحية وتحسين النتائج الصحية في تحقيق مكاسب اقتصادية من خلال خلق رأس مال بشري عالٍ الجودة مع زيادة مُستويات المُدخرات والاستثمار.

## التفاوت بين الجنسين في الحصول على الرعاية الصحية
صنفت الأمم المتحدة الهند باعتبارها دولة مُتوسطة الدخل. فيما تُشير نتائج المنتدى الاقتصادي العالمي إلى أن الهند واحدة من أسوأ الدول في العالم من حيث عدم المساواة بين الجنسين. وصنّف تقرير التنمية البشرية لعام 2011، الصادر عن برنامج الأمم المتحدة الإنمائي، الهند في المرتبة 132 من أصل 187 من حيث عدم المُساواة بين الجنسين. وتُحدد عدة عوامل قيمة مُؤشر عدم المساواة بين الجنسين مُتعدد الأبعاد، ومن بينها مُعدل وفيات الأمهات، ومُعدل الخصوبة لدى المراهقين، والإنجازات التعليمية ومُعدل المُشاركة في القوى العاملة. وتتجلى عدم المساواة بين الجنسين في الهند من خلال احتمالية أقل للنساء في القراءة والكتابة، ومُواصلة تعليمهن ومُشاركتهن في القوى العاملة.
تُعد الهوية الجنسية (بالإنجليزية: Gender) أحد المُحددات الاجتماعية الرئيسية للصحة، والتي تشمل العوامل الاجتماعية والاقتصادية والسياسية، والتي تلعب دورًا رئيسيًا في النتائج الصحية للنساء والحصول على الرعاية الصحية في الهند. ولذلك، فإن المستوى المُرتفع لعدم المُساواة بين الجنسين في الهند يُؤثر سلبًا على صحة المرأة. وتُشير الدراسات إلى أن الفتيان أكثر عُرضة لتلقي العلاج من مرافق الرعاية الصحية مُقارنة بالفتيات، عند الرجوع للحالة الاجتماعية الاقتصادية.
يُمكن تحديد الدور الذي يلعبه نوع الجنس في الوصول إلى الرعاية الصحية من خلال فحص تخصيص الموارد داخل الأسرة المعيشية والقضاء العام. يبدأ التمييز بين الجنسين قبل الولادة. وتكون الإناث هن الجنس الأكثر تعرضًا للإجهاض في الهند. إذا لم يتم إجهاض الجنين، يمكن أن يكون حمل الأم تجربة مُرهقة، وذلك بسبب تفضيل أسرتها لابنها الذكر. وبمجرد ولادتها، تكون البنات عُرضةً لتغذية أقل من الأبناء الذكور، خاصةً عندما تكون هناك فتيات أخريات بالفعل في المنزل. ومع وصول النساء إلى مرحلة البلوغ، تظهر العديد من العوائق التي تمنعهن من حصولهن على مُستويات مُنصفة من الصحة جراءً تدني وضع النساء والفتيات في المُجتمع الهندي، لا سيما في المناطق الريفية والمناطق المُتأثرة بالفقر.
يُمكن أن يعزى انخفاض وضع النساء في الهند والتمييز اللاحق ضدهن إلى العديد من المعايير الثقافية. تُساهم القوى المُجتمعية للسلطة الذكورية والتسلسل الهرمي والأسر مُتعددة الأجيال في أدوار الجنسين الهندية. يستخدم الرجال امتيازات أكبر وحقوقًا مُتفوقة لخلق مُجتمع غير متكافئ يترك النساء دون سلطة أو قوة. ويتجلى هذا الهيكل المجتمعي في انخفاض مُشاركة المرأة في البرلمان الهندي الوطني وفي القوى العاملة.
يُنظر أيضًا إلى المرأة على أنها أقل قيمة للأسرة بسبب التزامات الزواج. على الرغم من أن المعايير الثقافية الهندية غير القانونية غالبًا ما تفرض على النساء دفع مهر لعائلة الزوج. إن العبء المالي المُستقبلي الأعلى للبنات يخلق بنية قوية تُفضل الأبناء في تكوين الأسرة. بالإضافة إلى ذلك، غالبًا ما يُنظر إلى النساء على أنهن غير قادرات على رعاية الوالدين في سن الشيخوخة، مما يُؤدي إلى تفضيل أكبر للأبناء على البنات.
عند النظر إلى هذه الأمور مُجتمعةً، فإن النساء غالبًا ما يكنَّ أقل قيمة من الرجال. ومع انخفاض المُشاركة في المجال العام، كما يتضح من مُعدلات المُشاركة في العمل والسياسة، وكونها أقل قيمة داخل الأسرة، تُواجه المرأة شكلاً فريدًا من أشكال التمييز بين الجنسين.
ترتبط اللا مُساواة بين الجنسين بدورها ارتباطًا مُباشرًا بالنتائج الصحية الضعيفة للنساء. وقد وجدت دراسات عديدة أن مُعدلات القبول في المُستشفيات تختلف اختلافًا كبيرًا باختلاف نوع الجنس، حيث يزور الرجال المُستشفيات أكثر من النساء. يحدث التفاضل في الوصول إلى الرعاية الصحية لأنه يحق للمرأة، في العادة، الحصول على حصة أقل من الموارد الأسرية، وبالتالي الاستفادة من موارد الرعاية الصحية بدرجة أقل من الرجل.
نسب أمارتيا سن قلة وصول المرأة إلى الموارد الأسرية إلى ضعف قدرتها التفاوضية داخل الأسرة. علاوةً على ذلك، وجد أيضًا أن النساء الهنديات كثيرًا ما يُعانين من الأمراض. وقد يُسهم نقص الإبلاغ عن المرض في التأكيد على هذه المعايير الثقافية والتوقعات الجنسانية داخل الأسرة. ويُؤثر النوع الاجتماعي بشكل كبير على استخدام الرعاية السابقة للولادة واستخدام التحصينات.
وجدت دراسة أجرتها جين يونغ تشوي من جامعة هاواي في عام 2006 أن الأولاد أكثر عرضة لتلقي التحصينات من الفتيات في المناطق الريفية. وقد دفع هذا الاستنتاج الباحثين إلى الاعتقاد بأن جنس الطفل يُؤدي إلى مُستويات مُختلفة من الرعاية الصحية التي تُدار في المناطق الريفية. هناك أيضا عنصر الجنس المرتبط بالتنقل. ومن المُرجح أن تُواجه النساء الهنديات صُعوبة في السفر في الأماكن العامة أكثر من الرجال، مما يُؤدي إلى صعوبة أكبر في الوصول إلى الخدمات.

### الصراعات التعاونية في تحيز الهوية الجنسية
شكل النهج المُتعارض للصراع التعاوني بين الجنسين الذي أثاره أمارتيا سين إطارًا للنوع الاجتماعي للمرأة من خلال ثلاثة استجابات مُختلفة، وهي انهيار الرفاهية، والاهتمام الملموس والاستجابات المحسوسة. تصف استجابة الرفاهية المُتلاشية، المُستمدة من توازن ناش، مواضع الانهيار بين الأفراد خلال القرارات التعاونية. عندما يكون موقف انهيار شخص ما أقل من الشخص الآخر، فإن حل أي نزاع سيُؤدي في النهاية إلى ظروف أقل تفضيلًا للفرد الأول. وفيما يتعلق بصحة المرأة في الهند، فإن التأثير العام لتحيز الهوية الجنسية الذي يُواجه النساء، والذي تُمثله العوامل الثقافية والمُجتمعية التي تُفضل الرجال على النساء، يُؤثر سلبًا على قدرتهن على اتخاذ القرارات فيما يتعلق بالبحث عن الرعاية الصحية.
تصف استجابة الاهتمام المُلموس نتائج قرار المُساومة عندما يعلق شخص واحد قيمة أقل لرفاهيته. أي حل مُساومة مُشتق بين الشخص المذكور وفرد آخر سيُؤدي دائمًا إلى نتيجة أقل تفضيلًا للشخص الذي يعلق قيمة أقل على رفاهيته. تتعلق الحالة الصحية للمرأة في الهند بالاستجابة الملموسة بالاهتمام بسبب الممارسات المُجتمعية والثقافية التي تخلق بيئة يتم فيها تهميش قيمة المرأة الذاتية مُقارنةً بالرجل. ولذلك، فإن النتائج المُتعلقة بقرارات الرعاية الصحية داخل الأسر تُفضل الرجال، وذلك بسبب قدر أكبر من القيمة الذاتية.
تصف استجابة المُساهمة المتصورة/المحسوسة الوضع الأكثر مُلاءمة للفرد عندما يُنظر إلى مُساهمة الفرد على أنها تُساهم بشكل أكبر في المجموعة من الأفراد الآخرين. يُعطي التصور الأكثر مُلاءمة للفرد نتيجة أفضل في حل المُساومة. وفيما يتعلق بصحة المرأة في الهند، فإن مُساهمة الذكور المدرجة في إنتاجية الأسرة أعلى من مُساهمة المرأة، مما يُؤثر في نهاية المطاف على القوة التفاوضية التي تتمتع بها المرأة فيما يتعلق بالحصول على الرعاية الصحية.

## مشاكل نظام الرعاية الصحية في الهند
في بداية نظام الرعاية الصحية في الهند في القرن الحادي والعشرين، يُعاني نظام الرعاية الصحية من ضغوط من حيث عدد المُتخصصين في الرعاية الصحية، بما في ذلك الأطباء والمُمرضات. كما أن نظام الرعاية الصحية يتركز بشكل كبير في المناطق الحضرية. وينتج عن ذلك العديد من الأفراد في المناطق الريفية، الذين يلتمسون الرعاية من مُقدمي خدمات غير مُؤهلين بنتائج مُختلفة. وقد وُجد أيضًا أن العديد من الأفراد الذين يدَّعون أنهم أطباء يفتقرون إلى التدريب الرسمي. ما يقرب من 25% من الأطباء المُصنفين بالمُعالجة الإخلافية لم يتلقوا في الواقع أي تدريب طبي؛ وتتباين هذه الظاهرة جغرافيًا.
تتأثر النساء سلبًا من التحيز الجغرافي في إطار تنفيذ نظام الرعاية الصحية الحالي في الهند. ومن بين جميع العاملين الصحيين في البلد، فإن حوالي الثلثين هم من الرجال. ويُؤثر هذا بشكل خاص على المناطق الريفية، حيث وُجد أنه من بين جميع الأطباء، هناك 6% فقط من النساء. مما يُفيد بأن ما يقرب من 0.5 من المُعالجات الإخلافيات لكل 10,000 فرد في المناطق الريفية.
يُعتبر التفاوت في الوصول إلى رعاية الأمهات بين السكان الريفيين والحضريين أحد الآثار المُترتبة على نظام طبي حضري شديد التركيز. ووفقًا لمسح صحة الأسرة في حكومة الهند (NFHS II II، 1998-1999)، فإن مُعدل وفيات الأمهات في المناطق الريفية يبلغ نحو 132% من عدد وفيات الأمهات في المناطق الحضرية.
اتخذت الحكومة الهندية خطوات للتخفيف من بعض أوجه عدم المُساواة الحالية بين الجنسين، حيث في عام 1992، أنشأت حكومة الهند اللجنة الوطنية للمرأة. وكان الهدف من اللجنة مُعالجة العديد من أوجه عدم المُساواة التي تُواجه المرأة، لا سيما الاغتصاب والأسرة والوصاية. ومع ذلك، فإن بطء وتيرة التغيير في النظام القضائي والمعايير الثقافية المذكورة آنفًا قد حالت دون الاعتماد الكامل للسياسات الرامية إلى تعزيز المُساواة بين الرجل والمرأة.
في عام 2005، أرسلت الهند بعثة الصحة الريفية الوطنية (NRHM). وكان من بين أهدافها الأساسية خفض معدل وفيات الرضع، وكذلك نسبة وفيات الأمهات. بالإضافة إلى ذلك، تهدف البعثة إلى خلق وصول شامل لخدمات الصحة العامة وأيضًا تحقيق التوازن بين الجنسين. ومع ذلك، في دراسة بحثية أجرتها كل من هاريش ناير وراجموهان باندا، المُختصتان في بحوث النظم الصحية وتقييم العمليات في معهد جورج للصحة العالمية في الهند، عام 2011 وعلى الرغم من أن الهند تمكنت من تحسين بعض مقاييس صحة الأمهات منذ تأسيس بعثة الصحة الريفية في عام 2005، إلا أن البلاد لا تزال بعيدة عن معظم الاقتصادات الناشئة.

## النتائج

### المشاكل الصحية للمرأة القبلية
إن ارتفاع معدلات الإصابة بأورام الثدي بين نساء أديفاسي في أديلاباد في تيلانجانا قد خلق مخاوف من تأثيرات صحية أكثر خطورة على هؤلاء السكان البعيدين. يقول ثوداسام تشاندو، ضابط التحصين في المقاطعة، وهو نفسه من جُند أنه «لم يكن معروفًا سرطان الثدي أو أي نوع آخر من السرطان، حتى العدوى الروتينية الرئوية لم تكن معروفة بين السكان الأصليين الذين ينتمون إلى جُند، وبردهان، وكولام، وثوتي».

### سوء التغذية والأمراض

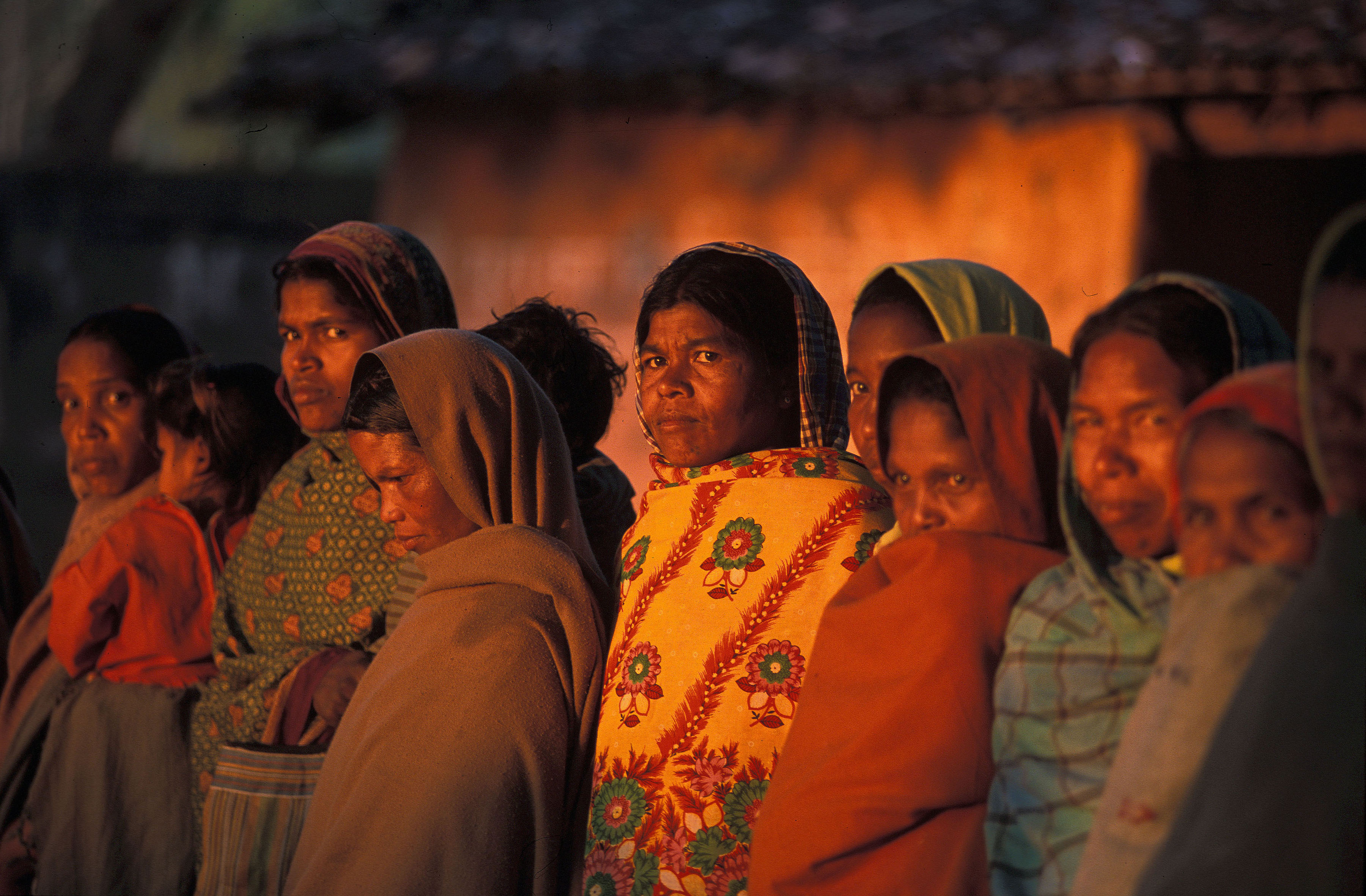
الفقر وسوء التغذية من القضايا الشائعة التي تُواجه النساء الهنديات.

تلعب التغذية دورًا رئيسيًا في صحة الفرد بشكل عام. غالبًا ما تتأثر حالة الصحة النفسية والجسدية بشكل كبير بسبب سوء التغذية. تُعد الهند واحدة من أعلى مُعدلات سوء التغذية بين البلدان النامية. وأشارت دراسة نُشرت في عام 2000 إلى أن ما يقرب من 70% من النساء غير الحوامل و75% من النساء الحوامل أُصِبْنَ بفقر الدم جراء نقص الحديد. يتمثل أحد الدوافع الرئيسية لسوء التغذية في الاختيار النوعي لتوزيع الموارد الغذائية.
وفي دراسة لأليساندرو تروزي عام 2012 أن التغذية المُتناولة من قِبل المُراهقين في وقت مبكر تكون مُتساوية تقريبًا. ومع ذلك، يزيد معدل سوء التغذية لدى النساء عند دخولهن مرحلة البلوغ. علاوةً على ذلك، وجد فريق من العلماء أن سوء التغذية ارتفع بالنسبة للمرأة المُتزوجة دون غير المتزوجات.
ارتبط سوء التغذية بين الأمهات بزيادة مخاطر وفيات الأمهات، وكذلك حدوث تشوهات خلقية عند الأطفال. وتُؤدي مُعالجة مشكلة سوء التغذية بدورها إلى نتائج مُفيدة للنساء والأطفال.

### سرطان الثدي
تواجه الهند وباء السرطان المُتزايد، مع زيادة كبيرة في عدد النساء المُصابات بسرطان الثدي. وبحلول عام 2020، سيأتي ما يقرب من 70% من حالات السرطان في العالم من البلدان النامية، وتأتي خمس هذه الحالات من الهند.
يُعزى الكثير من الزيادة المُفاجئة في حالات سرطان الثدي إلى زيادة التغريب في البلاد. وهذا يشمل، ليس على سبيل الحصر، التجمعات الحضرية الكبرى للنساء وتأخر الإنجاب. وبالإضافة إلى ذلك، فإن المشاكل المُتعلقة بالهياكل الأساسية للرعاية الصحية في الهند تحول دون إجراء عمليات فحص كافية للنساء والوصول إليها، مما يُؤدي في النهاية إلى انخفاض النتائج الصحية مُقارنةَ بالبلدان الأكثر تقدمًا. اعتبارًا من عام 2012، أصبحت الهند تُعاني من نقص في أطباء الأورام المُدربين ومراكز السرطان، مما يُزيد من إجهاد نظام الرعاية الصحية.

### الصحة الإنجابية

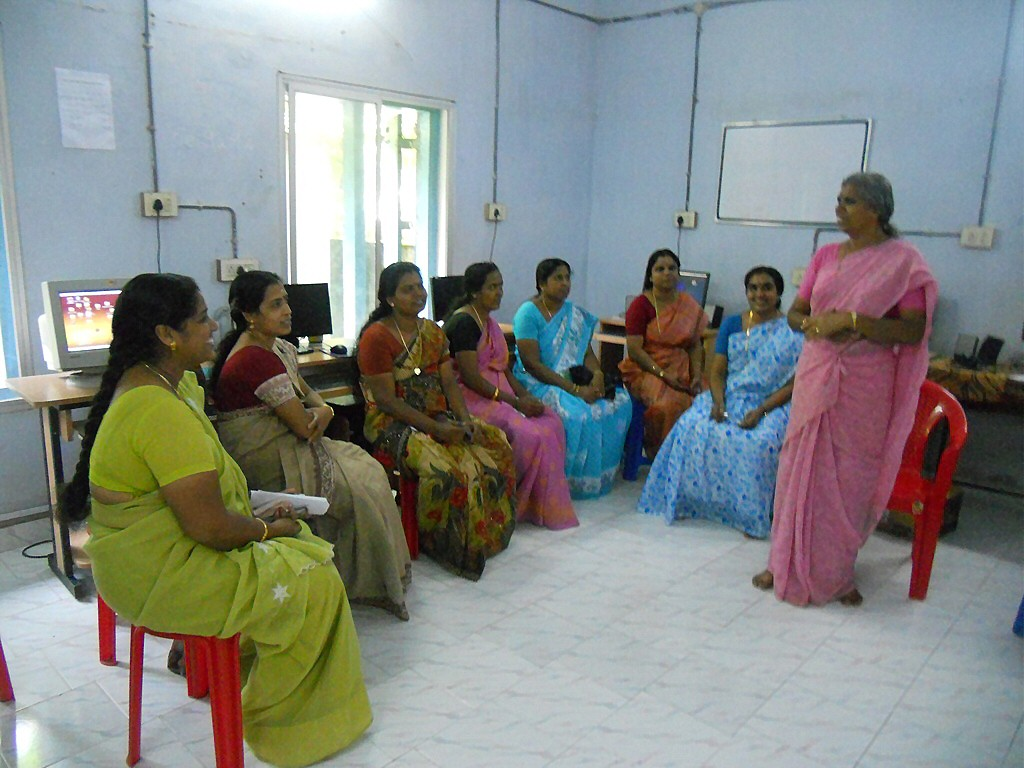
الصحة الإنجابية: فئة الوعي الأبوي للنساء في ولاية كيرلا.

يُساهم نقص صحة الأم في التباينات الاقتصادية المُستقبلية للأمهات وأطفالهن. وكثيرًا ما تُؤثر صحة الأم الفقيرة على صحة الطفل بطرق مُعاكسة وتقلل أيضًا من قدرة المرأة على المُشاركة في الأنشطة الاقتصادية. ولذلك، أُنشئت برامج صحية وطنية مثل بعثة الصحة الريفية الوطنية (NRHM) وبرنامج رعاية الأسرة لتلبية احتياجات الرعاية الصحية للأمهات في جميع أنحاء الهند.
على الرغم من أن الهند شهدت نموًا هائلًا على مدى العقدين الماضيين، إلا أن مُعدل وفيات الأمهات لا يزال مُرتفعًا بشكل غريب مُقارنة بالعديد من الدول النامية. كبلد، ساهمت الهند بنحو 20% من مجموع وفيات الأمومة في جميع أنحاء العالم بين عامي 1992 و2006. ترتبط الأسباب الرئيسية للارتفاع في مُعدلات وفيات الأمهات مُباشرة بالظروف الاجتماعية الاقتصادية والقيود الثقافية التي تحد من الوصول إلى الرعاية.
ومع ذلك، فإن مُعدل وفيات الأمهات غير مُتطابق في جميع أنحاء الهند أو حتى في ولاية مُعينة؛ تُعاني المناطق الحضرية في الغالب من انخفاض مُعدل وفيات الأمهات بسبب توفر الموارد الطبية الكافية. على سبيل المثال، تميل الدول ذات مُعدلات محو الأمية الأعلى ومعدلات النمو إلى الحصول على صحة أكبر للأمهات وأيضًا انخفاض معدل وفيات الرضع.

#### فيروس نقص المناعة البشرية/الإيدز
اعتبارًا من يوليو 2005، أصبحت النساء تمثل حوالي 40 في المئة من حالات الإصابة بفيروس نقص المناعة البشرية/الإيدز في الهند. يتزايد عدد الإصابات في العديد من الأماكن في الهند؛ ويُمكن أن يعزى الارتفاع إلى المعايير الثقافية، ونقص التعليم، وعدم الوصول إلى وسائل منع الحمل مثل الواقي الذكري. لا يوفر نظام الصحة العامة الحكومي إجراءات كافية مثل اختبار فيروس نقص المناعة البشرية المجاني، بل يزيد من تفاقم المُشكلة.
تزيد أيضًا الجوانب الثقافية من انتشار الإصابة بفيروس نقص المناعة البشرية. إن إصرار المرأة على استخدام الرجل لعازل ذكري يمكن أن يُشير إلى مُمارستها الجنس غير الشرعي، وبالتالي قد يُعرقل استخدام الحواجز الواقية أثناء مُمارسة الجنس. وعلاوةً على ذلك، فإن إحدى الطرق الرئيسية لمنع الحمل بين النساء كانت من الناحية التاريخية عملية تعقيم لا تحمي من انتقال فيروس نقص المناعة البشرية.

تُظهر الخريطة نسبة الجنس البشري (ذكر مُقابل 100 أنثى) في المجموعة العمرية 0-1 في تعداد عام2011، في الهند (الأرقام النهائية).

يُعد مُعدل الوفيات الحالي لفيروس نقص المناعة البشرية/ الإيدز أعلى بالنسبة للمرأة منه للرجال. وكما هو الحال مع أشكال أخرى لصحة المرأة في الهند، فإن سبب هذا التفاوت مُتعدد الأبعاد. بسبب ارتفاع معدلات الأمية والاعتماد الاقتصادي على الرجال، تقل احتمالية نقل النساء إلى المستشفى أو تلقي الرعاية الطبية لتلبية الاحتياجات الصحية مُقارنة بالرجال. وهذا يُخلق مخاطر أكبر على النساء حيث يُعانين من المُضاعفات المرتبطة بفيروس نقص المناعة البشرية. وهناك أيضًا أدلة تُشير إلى أن وجود عدوى فيروس نقص المناعة البشرية/ الإيدز في المرأة يُمكن أن يؤدي إلى انخفاض أو عدم وجود احتمالات للزواج، مما يخلق وصمة أكبر للنساء اللواتي يُعانين من فيروس نقص المناعة البشرية/ الإيدز.

#### الحقوق الإنجابية
شرّعت الهند الإجهاض من خلال التشريعات في أوائل السبعينات. ومع ذلك، لا يزال الوصول إلى المدن محدودًا. وتستطيع نسبة أقل من 20% من مراكز الرعاية الصحية توفير الخدمات الضرورية للإجهاض. ويعزى النقص الحالي في الوصول إلى نقص في الأطباء ونقص المُعدات اللازمة لإجراء العملية.
تُعد الأنثى هي الجنين الأكثر شيوعًا الذي يتم إجهاضه في الهند. هناك العديد من العوامل التي تُسهم في إجهاض الأجنة الأنثوية. على سبيل المثال، النساء اللاتي حصلن على تعليم عالٍ ولديهن مولود ذكر هم الأكثر احتمالا لإجهاض أنثى. ساهم قانون الإجهاض الانتقائي بسبب الجنس في ارتفاع نسبة الذكور إلى الإناث. اعتبارًا من تعداد عام 2011، فنسبة الذكور بين الأطفال الذين تتراوح أعمارهم بين 0 إلى 6 سنوات في ازدياد مُتواصل.
يرجع تفضيل الأبناء على البنات في الهند إلى أسباب اجتماعية واقتصادية ودينية. غالبًا ما يُعتقد أن النساء أقل قيمة في المجتمع بسبب وضعهن غير المُعيل للعيش. ويُسهم الدعم المالي وأمن كبار السن ووراثة الممتلكات والمهر والمُعتقدات المُحيطة بالواجبات الدينية في تفضيل الذكور على البنات. ويُعد أحد الأسباب الرئيسية وراء تفضيل الأبناء هو العبء المُحتمل لإيجاد الأزواج للبنات. وغالبًا ما تضطر عائلات النساء في الهند إلى دفع مهرٍ وكافة النفقات المُتعلقة بالزواج من أجل تزويج ابنته، مما يُزيد من التكلفة المرتبطة بوجود ابنة.

## صحة القلب والأوعية الدموية
تُساهم أمراض القلب والأوعية الدموية بشكل رئيسي في الوفيات من النساء في الهند. حيث يُشكل الهنود 60% من عبء أمراض القلب في العالم، على الرغم من كونهم يمثلون أقل من 20% من سكان العالم. تُعاني النساء الهنديات من ارتفاع كبير في مُعدل الوفيات بسبب أمراض القلب، وتقوم المُنظمات غير الحكومية مثل جمعية القلب الهندية برفع الوعي حول هذه المسألة. لدى النساء مُعدلات وفيات أعلى فيما يتعلق بالأمراض القلبية الوعائية من الرجال في الهند بسبب التفاوت في الوصول إلى الرعاية الصحية بين الجنسين. أحد أسباب اختلاف مُعدلات الوصول ينبع من المعايير الاجتماعية والثقافية التي تحول دون حصول المرأة على الرعاية المُناسبة. على سبيل المثال، وُجد أن من بين المرضى الذين يُعانون من أمراض القلب الخلقية، تقل احتمالية عمل النساء أكثر من الرجال لأن العائلات شعرت أن الندوب الناتجة عن الجراحة ستجعل المرأة أقل قابلية للزواج.
علاوةً على ذلك، تبين أن الأسر فشلت في طلب العلاج الطبي لبناتها بسبب الوصمة المُرتبطة بالتاريخ الطبي السلبي. وفي دراسة أجراها الباحث مانجيش إس بيدنكار وآخرون في عام 2011 تبين أن «من بين 100 فتى وبنت مُصابًا بأمراض قلبية خلقية، فإن 70 صبيًا سيخضعون لعملية جراحية في حين أن 22 فتاة فقط سيحصُلن على علاج مماثل».
يرجع الدافع الرئيسي لهذا الاختلاف إلى المعايير الثقافية التي تعطي المرأة القليل من النفوذ في اختيار شريكها. يجب أن يجد أفراد الأسرة المُسنون أزواجًا مُناسبين للإناث الشابات في المنازل. إذا عرفت النساء أن لها تاريخًا طبيًا سابقًا ضارًا، فإن قدرتها على إيجاد شريك تقل إلى حد كبير. ويُؤدي هذا الفرق إلى اختلاف النتائج الصحية بين الرجال والنساء.

## الصحة النفسية
تتشكل الصحة العقلية من نطاق واسع من قياسات عقلية بما في ذلك الاكتئاب والإجهاد وقياسات الذات. هناك العديد من العوامل التي تُؤثر على انتشار اضطرابات الصحة العقلية بين النساء في الهند، بما في ذلك كبر السن وانخفاض التحصيل العلمي والعدد الأقل من الأطفال في المنزل ونقص العمالة المدفوعة مع إفراط استخدام الزوجة للكحول. هناك أيضًا أدلة تُشير إلى أن العيوب المُرتبطة بنوع الجنس تُزيد من خطر الإصابة باضطرابات الصحة العقلية. قد ترى النساء اللواتي يجدن أنه مقبول للرجال استخدام العنف ضد الشريكات أنفسهن، اللاتي يشعرن أنهن أقل قيمة من الرجال. وهذا بدوره قد يدفع النساء للبحث عن عدد أقل من طرق الرعاية الصحية التي تُعيق قدرتهن على التعامل مع مُختلف الاضطرابات العقلية.
يُعد الاكتئاب أحد أكثر الاضطرابات شيوعًا التي تُؤثر بشكل غير مُتكافئ على النساء في البلدان مُنخفضة الدخل. تُعاني النساء الهنديات من الاكتئاب بمُعدلات أعلى من الرجال الهنود. تظهر النساء الهنديات اللواتي يُواجهن درجات أعلى من الفقر والحرمان من النوع الاجتماعي نسبة أعلى من الاكتئاب. كانت الصعوبات المُرتبطة بالعلاقات بين الأشخاص، في معظم الأحيان العلاقات الزوجية، والفوارق الاقتصادية قد تم الاستشهاد بها كدوافع اجتماعية رئيسية للاكتئاب.
وُجد أن النساء الهنديات يصفن عادة الأعراض الجسدية بدلًا من الضغوط النفسية والعاطفية التي تسبب أعراض الاكتئاب. وهذا غالبًا ما يجعل من الصعب إجراء تقييم دقيق للاكتئاب بين النساء في الهند في ضوء عدم وجود أي تحذير من الاكتئاب. يلعب الجنس دورًا رئيسيًا في الاكتئاب التالي للولادة بين النساء الهنديات. كثيرًا ما يتم لوم الأمهات على ولادة طفلتين. علاوةً على ذلك، غالبًا ما تُواجه النساء اللواتي لديهن بالفعل طفلة ضغوطًا إضافية من أجل الحصول على أطفال ذكور يُضافون إلى مستوى إجهادهم الكلي.
تُعاني النساء في الهند من الإصابة بالفصام أقل من الرجال. ومع ذلك، يختلف النساء والرجال في الوصمات المُرتبطة التي يجب أن يُواجهوها. في حين أن الرجال يميلون إلى المُعاناة من الأداء الوظيفي، تُعاني المرأة في حياتها الزوجية. يلعب وقت البدء أيضًا دورًا في وصم مرض الفصام. تميل النساء إلى تشخيص إصابتهن بالفصام في وقت لاحق من الحياة، وفي كثير من الأحيان بعد ولادة أطفالهن. غالبًا ما يتم إبعاد الأطفال من رعاية الأم المريضة، وهو ما قد يسبب المزيد من الضيق.

### الانتحار
يحقق مُعدل انتحار النساء الهنديات نسبة أعلى من النساء الأخريات في معظم البلدان المُتقدمة، حيث يُعد معدل انتحارهن في الهند أعلى مُقارنة بالرجال. ترتبط الأسباب الأكثر شيوعًا بانتحار النساء بشكل مباشر بالاكتئاب والقلق والحرمان من الحق الاجتماعي والكرب المُرتبط بالعنف المنزلي.
تتزايد مُعدلات الانتحار في الهند بشكل موسع، إضافة إلى وجود الجزء الأكبر في جنوب آسيا، وارتبط ذلك بالتمييز بين الجنسين. وكثيرًا ما يتم التعبير عن عدم مُساواة النوع الاجتماعي عن طريق العنف المنزلي تجاه النساء. ارتفع معدل الانتحار بشكل خاص بين الإناث العاملات في مجال الجنس في الهند، اللواتي يُواجهن أشكال عديدة من التمييز بسبب جنسهن وخط العمل.

## العنف المنزلي
يُعد العنف المنزلي مشكلة كبيرة في الهند. وهو يشمل أعمال العنف البدني والنفسي والجنسي ضد النساء، وموجود في جميع أنحاء العالم، ويُنظر إليه حاليًا على أنه وباء مخفي من قبل منظمة الصحة العالمية. تتجاوز آثار العنف المنزلي الضحية. فهي تلعب دورًا مُؤثرًا على الأجيال والاقتصاد بين المجتمعات بأكملها. وتميل اقتصادات البلدان التي ينتشر فيها العنف المنزلي إلى انخفاض مُعدل مُشاركة المرأة في العمل، بالإضافة إلى ارتفاع النفقات الطبية وارتفاع مُعدلات العجز.
يرتبط انتشار العنف المنزلي في الهند بالأعراف الثقافية للنظام الأبوي والتسلسل الهرمي والأسر مُتعددة الأجيال. تحدث الهيمنة البطريركية عندما يستخدم الذكور حقوقًا مُتفوقة وامتيازات وقوة لإيجاد نظام اجتماعي يمنح النساء والرجال أدوارًا مُتباينة بين الجنسين. يجعل هيكل السلطة الناتج عن ذلك النساء أهدافًا عاجزة للعنف المنزلي. يستخدم الرجال العنف المنزلي كوسيلة للتحكم في السلوك.
في استطلاع للدراسة الاستقصائية الوطنية الثالثة لصحة الأسرة الهندية 2005-2006، أفادت بأن 31% من إجمالي النساء تعرضن للعنف الجسدي في الأشهر الإثني عشر السابقة للدراسة الاستقصائية. ومع ذلك، قد يكون العدد الفعلي للضحايا أعلى من ذلك بكثير. قد تتعرض النساء اللواتي يقعن ضحايا للعنف الأسري دون الإبلاغ عن حالات أو فشل في الإبلاغ عنها بسبب الشعور بالخجل أو الإحراج الناجم عن الأعراف الثقافية المُرتبطة بالمرأة التي تخضع لأزواجهن. علاوةً على ذلك، قد يحدث نقص في الإبلاغ من قبل النساء من أجل حماية شرف العائلة.
- غالبًا ما تواجه النساء اللاتي يعملن في القوى العاملة في الهند مخاطر أكبر لوقوعهن ضحايا العنف المنزلي.
- تُظهر الخريطة نسبة العنف ضد المرأة في الولايات الهندية وأقاليم الاتحاد في عام 2012. وتُعتبر بيانات مُعدل الجريمة لكل 100.000 امرأة في هذه الخريطة أوسع تعريف للجريمة ضد المرأة بمُوجب القانون الهندي. ويشمل ذلك الاغتصاب والاعتداء الجنسي وإهانة الحياء والاختطاف والوحشية من قبل الشريك المُقرب أو الأقارب والاتجار والاضطهاد بسبب المهر ووفيات المهر والفحشاء وجميع الجرائم الأخرى المُدرجة في قانون العقوبات الهندي.[39][40]
- امرأة هندية تلمس أقدام رجل، تقليدًا لإظهار الاحترام الذي هو جزء لا يتجزأ من الثقافة. كما رسمها فنان هندي غربي حوالي 1530.
- العنف المنزلي: زوج يمسك زوجته من شعرها

في دراسة أجرتها سيتاوا كيمونا عام 2012 من جامعة ولاية كنساس، باستخدام بيانات من المسح الوطني الهندي لصحة الأسرة الثالث 2005-2006، أن مُعدلات العنف المنزلي تختلف من خلال العديد من التدابير الاجتماعية والجغرافية والاقتصادية. ووجدت الدراسة أن النساء الأكثر فقرًا كن أكثرهن ضعفًا بين النساء مُتوسطي ومُرتفعي الدخل. يعتقد الباحثون أن سبب ارتفاع مُعدلات العنف المنزلي يأتي من زيادة الضغوط العائلية الناتجة عن الفقر. بالإضافة إلى ذلك، وجدت الدراسة أن النساء اللواتي كن جزءًا من القوى العاملة يُواجهن مزيدًا من العنف المنزلي. وفقًا للباحثين، قد تكون المرأة العاملة تُزعج نظام السلطة الذكورية داخل الأسر الهندية.
من عوامل العنف المنزلي قلق الرجال من محاولات المرأة للاستقلال، وكان أحد أكبر العوامل المُرتبطة بالعنف المنزلي ضد المرأة هو انتشار تعاطي الكحول من جانب الرجال داخل الأسر المعيشية. وفي دراسة عام 2005 التي أجراها كل من براديب باندا وأجاروال بينا أن حالات العنف المنزلي ضد النساء انخفضت بشكل كبير مع ملكية المرأة للمُمتلكات غير المنقولة، والتي تشمل الأراضي والإسكان.

## وصلات خارجية
- مشاكل صحة المرأة.
- اللجنة الوطنية للمرأة.
- منظمة غير حكومية للمرأة والصحة.